# Pontedecimo
Pontedecimo est un quartier résidentiel de la périphérie nord de Gênes. C'est le dernier quartier nord du chef-lieu avant que l'on ne rencontre des petits coins de campagne, plaine et collines, petits bois bien tenus. Situé dans le Val Polcevera, au confluent du Verde et du Riccò, juste à la naissance du Polcevera, là où le Pons ad decimum milium ou encore Pons ad decimum lapidem ad urbe Genua (c'est-à-dire le pont à dix milles romaines de l'ancienne Gênes) traversait le Riccò pour permettre à la Via Postumia de rejoindre Cesino, Campomorone et ensuite la montée vers l'Apennin ligure.

## Origines
C'est justement à proximité de ce pont que se forma le bourg de Pontedecimo, composé des maisons offrant les services utiles aux voyageurs de passage (petits commerces, artisans). Le pays prospèra autour de l'église Saint Jacques, dont on a les premières mentions en 1167, et s'étendit dans les zones avoisinantes de la vallée du Polcevera.
L'expansion du bourg a suivi les règles normales d'une zone résidentielle et urbaine, avec la fondation de ses propres organismes. Entre autres, un Oratorio della Morte e Orazione (Oratoire de la mort et de la prière) au début du XVIe siècle, la résidence opérationnelle du capitaine de Polcevera, instituée en 1585 dans une maison où naîtrait ensuite la bienheureuse Chiara, l'Oratorio della dottrina Cristiana (Oratoire de la doctrine chrétienne), enfin, au XVIIIe siècle.
C'est dans la seconde moitié du XIXe siècle que Pontedecimo connut son principal développement démographique, avec l'installation dans les environs, d'abord du fait de l'abondance de l'eau, d'activités industrielles de pâtisserie, de sidérurgie, de tissus, ces activités étant favorisées également par l'échange facile des produits et des matériaux grâce à la route du val dei Giovi (1821) et à la voie ferrée (1854).

## Le vieux bourg
Depuis le vieux bourg, avec la maison natale de la Beata Chiara (Isabella Ghersi), le pays s'est développé comme il est aujourd'hui, surplombé de Cesino, habité depuis longtemps, et séparé de la mer par le quartier San Quirico (it), riche d'une splendide église dotée de toiles d'entre les plus riches de tout le génois.

## Mont Figogna et La Guardia
Sur la rive occidentale de la vallée du Polcevera, s'élève le mont Figogna (804 m d'altitude), —où se trouve le sanctuaire Nostra Signora della Guardia—, des hauteurs duquel on peut profiter d'une vue panoramique unique (de la Corse au mont Cervin), et qui domine le bourg de Pontedecimo.

## Annexé à laGrande Gênes
Pontedecimo, jusqu'alors commune indépendante, fut annexé à Gênes durant la période fasciste : en 1926 les limites de la ville furent redéfinies en englobant les diverses communes voisines (à l'ouest jusqu'à Voltri, à l'est jusqu'à Nervi, au nord jusqu'à Pontedecimo), la nouvelle unité s'appelant la Grande Gênes.
En 1868 les habitants étaient 385, aujourd'hui environ 16 600.